# 巨斑花蛇鰻
巨斑花蛇鰻（学名：Myrichthys maculosus），又稱黑斑花蛇鰻、硬骨篡，为蛇鳗科花蛇鳗属的鱼类。分布于红海及东非、东到夏威夷及社会群岛、北到日本南部以及西沙群岛、台湾等海域等，属于珊瑚礁区鱼类。

## 分布
本魚分布於印度太平洋海域，包括紅海、東非、南非、留尼旺、葛摩、馬達加斯加、塞席爾群島、模里西斯、阿曼、葉門、馬爾地夫、聖誕島、印度、日本、台灣、中國大陸、菲律賓、越南、印尼、馬紹爾群島、澳洲、新喀里多尼亞、紐西蘭、東加、密克羅尼西亞、帛琉、夏威夷群島、法屬波里尼西亞、巴拿馬、秘魯等海域。

## 深度
水深0至262公尺。

## 特徵
本魚體延長呈蛇狀，眼小，具利齒。體無鱗片，背鰭與臀鰭不被有厚皮，尾鰭尖圓。魚體為灰白色，從頭至尾具有排列整齊的大黑斑。體長可達100公分。

## 生態
本魚生活於熱帶海域，白天躲藏於石縫或潛伏在沙地，夜晚才外出活動覓食。偶爾在潮池中發現，性情兇暴但無毒。肉食性，以小型無脊椎動物為食。

## 經濟利用
不具食用價值，可做觀賞魚。

## 扩展阅读
维基共享资源上的相關多媒體資源：巨斑花蛇鰻
 維基物種上的相關：巨斑花蛇鰻
- Froese, R. & Pauly, D. (eds.) (2011). Myrichthys maculosus. FishBase. Version 2011-12.
- . 貓頭鷹出版社. 1996年6月.